# Haldaur
Haldaur is een stad en gemeente in het district Bijnor van de Indiase staat Uttar Pradesh. 

## Demografie
Volgens de Indiase volkstelling van 2001 wonen er 17.894 mensen in Haldaur, waarvan 53% mannelijk en 47% vrouwelijk is. De plaats heeft een alfabetiseringsgraad van 61%. 